# Юссе
Ю́ссе (ест. Üsse küla) — село в Естонії, у волості Рідала повіту Ляенемаа.

## Населення
Чисельність населення на 31 грудня 2011 року становила 46 осіб.

## Географія
Через село проходить автошлях 16108 (Гер'ява — Винну).